# Hellmuth Baumann
Hellmuth Baumann war ein preußischer Verwaltungsbeamter.
Er war Mitglied der SPD und von 1929 bis 1933 Landrat des Kreises Wanzleben der preußischen Provinz Sachsen. Nach seiner Amtsenthebung durch die Nationalsozialisten im Zuge ihrer Machtergreifung wurde Horst von Windheim sein Nachfolger.